# Remy Lamah
Pour les articles homonymes, voir Lamah (homonymie).
Le médecin-Général Remy Lamah est un officier et homme politique guinéen

## Carrière
Après avoir géré l'épidémie de maladie à virus Ebola dans son pays, il est confronté à la pandémie de Covid-19 en Guinée en 2020.

## Distinctions
- Grand officier de l'ordre national du Mérite. Remy Lamah est grand officier de l'Ordre national du Mérite de la République française[2].

## Ministre
Il est nommé sous la présidence d'Alpha Condé, ministre de la santé et de l'hygiène publique dans le gouvernement Saïd Fofana (2) en 2014 et dans le Gouvernement Kassory I en 2019 puis reconduit sans le second gouvernement Kassory de janvier en septembre 2021.